# Bill Forrester
Bill Forrester (Estados Unidos, 18 de diciembre de 1957) es un nadador estadounidense retirado especializado en pruebas de estilo mariposa, donde consiguió ser medallista de bronce olímpico en 1976 en los 200 metros.

## Carrera deportiva
En los Juegos Olímpicos de Montreal 1976 ganó la medalla de bronce en los 200 metros estilo mariposa, con un tiempo de 1:59.96 segundos, tras los también estadounidenses Mike Bruner que batió el récord del mundo con 1:59.23 segundos, y Steve Gregg.
En el Campeonato Mundial de Natación de 1975 celebrado en Cali, Colombia, ganó el oro en los 200 metros mariposa y el bronce en los 100 metros mariposa; tres años después, en el Campeonato Mundial de Natación de 1978 celebrado en Berlín ganó oro en 200 metros libre y 4x200 metros libre, y bronce en 400 metros libre.